# Кристина фон Ербах
Кристина фон Ербах (на немски: Christina, Christiane von Erbach; * 5 юни 1596, Ербах в Оденвалд; † 6 юли 1646, Кулемборг, Нидерландия) е графиня от Ербах и чрез женитба графиня на Насау-Зиген в Хилхенбах.

## Произход
Тя е дъщеря на граф Георг III фон Ербах (1548 – 1605) и четвъртата му съпруга Мария фон Барби-Мюлинген (1563 – 1619), вдовица на граф Йосиас I фон Валдек (1563 – 1619), дъщеря на граф Албрехт X фон Барби-Мюлинген (1534 – 1588) и принцеса Мария фон Анхалт-Цербст (1538 – 1563). Сестра е на граф Георг Албрехт I фон Ербах (1597 – 1647). Полусестра е по бащина линия на Фридрих Магнус (1575 – 1618), Лудвиг I (1579 – 1643), Йохан Казимир (1584 – 1627), а по майчина линия на Кристиан фон Валдек-Вилдунген (1585 – 1637) и Волрад IV фон Валдек-Айзенберг (1588 – 1640).
Тя умира на 6 юли 1646 г. в Кулемборг на 50 г. и е погребана при нейния съпруг в Хойзден.

## Фамилия
Кристина фон Ербах се омъжва на 16 януари 1619 г. в Зиген за граф Вилхелм фон Насау-Зиген-Хилхенбах (* 12 август 1592; † 18 юли 1642, убит), четвъртият син на граф Йохан VII фон Насау-Зиген (1561 – 1623) и първата му съпруга графиня Магдалена фон Валдек-Вилдунген (1558 – 1599), дъщеря на граф Филип IV фон Валдек-Вилдунген. Те имат децата:
- Йохан Вилхелм (1619 – 1623)
- Мориц (1621 – 1638)
- Мария Магдалена (1622 – 1647), омъжена на 25 август 1639 г. за граф Филип Дитрих (Теодор) фон Валдек-Айзенберг (1614 – 1645), син на граф Волрад IV фон Валдек-Айзенберг
- Ернестина Юлиана (1624 – 1634)
- Елизабет Шарлота (1626 – 1694), омъжена на 29 ноември 1643 г. за княз Георг Фридрих фон Валдек (1620 – 1692), син на граф Волрад IV фон Валдек-Айзенберг
- Холандина (1628 – 1629)
- Вилхелмина Кристина (1629 – 1700), омъжена на 26 януари 1660 г. за граф Йосиас II фон Валдек-Вилдунген и Пирмонт (1636 – 1669), син на граф Филип VII фон Валдек-Вилдунген и внук на граф Христиан фон Валдек-Вилдунген.